# 迷霧之子—執法鎔金：自影
《迷霧之子－執法鎔金：自影》(Mistborn: Shadows of Self)是為美國小說家布蘭登·山德森所著。英文版於2015年10月出版，中文版於2017年11月由奇幻基地出版，譯者為李玉蘭，為《迷霧之子》系列執法鎔金篇中的第二集。

## 登場人物

### 瓦希黎恩·拉德利安(Waxillium "Wax" Ladrian)
暱稱為瓦。
是一名雙生師(Twinborn)，鎔金術能力是燃燒鋼的射幣(CoinShot)，藏金術則是鐵的輕掠(Skimmer)，這樣的組合被稱作撞擊(Crush)。他通常利用藏金術來以四分之三的體重生活，必要時才釋放一直儲存的體重並配合鎔金術能力推開射向自己的子彈或其他金屬制品，以手槍和霰彈槍作為武器。
原本是拉德利安家族的繼承人，後來進入蠻橫區成為執法者，但在一場意外中痛失愛人--蕾希後，產生心理陰影，在叔叔意外過世後，離開了他所保護的蠻橫區，回到了故鄉依藍戴城。
雖然已經褪去了執法者身分，但內心其實仍然渴望著迷霧，因此被古板的未婚妻輕視，信奉"道教"(故事中的原創宗教,不是現實中的道教)。

### 偉恩(Wayne)
雙生師，鎔金術能力是燃燒彎管合金的滑行(Slide)，藏金術則是金的製血者(BloodMaker)，這樣的組合名稱不明，擅長利用彎管合金來創造速度圈，並利用在其中的時間來進行變裝，也能按對象來改變自己的口音來進行潛入或解決對方的心防以套取情報，喜歡的戰鬥方式為近身戰，開啟速度圈，把敵人困在其中並以決鬥杖跟他單打獨鬥，因速度圈的關係，外面子彈很難射中，使他能在裏面安心戰鬥和利用藏金術來回復。
原本是蠻橫區的罪犯，被瓦希黎恩逮捕後成為執法者，喜歡和瓦鬥嘴，後來前住依藍戴城與瓦一起對付消賊。
喜歡拉奈特。

### 邁爾斯(Miles)
雙生師，鎔金術能力是燃燒金的命師(Augur)，藏金術也同樣是金的製血者(BloodMaker)。
相同金屬的交疊讓邁爾斯獲得近乎永久的生命與不死的強大恢復能力，人稱「百命」邁爾斯，原本和瓦一樣是蠻橫區知名的傳奇執法者，但因為復仇的欲望而成為了消賊，搶劫許多富商和貴族並綁架數位女性。
他與瓦相互敬重，卻因目的不同而彼此相違。

### 沼澤
唯一橫跨迷霧之子三部曲及執法鎔金的人物，在300年後被人稱做鐵眼，為鐵眼教所信奉，是當代人們認為存於神話中的人物，以尚不明的原因存活著。
在本書末將重要資訊請瑪拉席轉交給瓦希黎恩。

### 蕾希
瓦在蠻橫區的愛人，在追補罪犯--譚時被脅持，遭瓦失手射殺。
但是其實際為一隻名叫盼舞的坎德拉,為此集的反派

### 史特芮絲
瓦的未婚妻，哈姆司之女，個性現實，對瓦沒什麼興趣，只是視他為政治婚姻的對象，要求瓦和她簽訂一份婚前合約，後遭到「消賊」綁架。

### 瑪拉席
史特芮絲的表妹，實為哈姆司之私生女，來自外城區，現在在依藍戴城裏念大學，主修"法律系統與犯罪行為學"，對瓦和偉恩的在蠻橫區的經歷很有興趣，鎔金術師，鎔金術能力是燃燒鎘的脈動（Pulser）。

### 拉奈特
鎔金術師，鎔金術能力是燃燒鐵的扯手（Lurcher）。鑄槍師，擅長製造槍械和特殊的子彈，特別是殺霧者子彈(專門用來殺死鎔金術師的子彈)。